# Kaempferol
Kaempferolul (denumit și robigenină) este un flavonol natural care se găsește în multe fructe și legume (de exemplu, varză, fasole, ceai, spanac și brocoli).